# Neverlost (2010)
Neverlost ist ein kanadisches Filmdrama von 2010.

## Handlung
Joshs zweijährige Ehe ist zerrüttet. Mit einem Schlafmittel kann er sich zu seiner College-Liebe Kate zurückträumen, die im Alter von 25 Jahren bei einem Hausbrand ums Leben kam. Als die Schlafmittel aufgebraucht sind, bricht Josh in eine Apotheke ein. Im Streit schlägt er seine Frau Megan. Ein Liebhaber Megans wird daraufhin handgreiflich, Josh aber tötet ihn mit einem Glassplitter.
In der Traumwelt erfährt Josh, dass Kates Vater seine Eltern aus Eifersucht umgebracht hat. Nun soll auch Josh sterben. Als der Vater das Haus in Brand steckt, scheinen alle gemeinsam zu sterben. In der Realität allerdings sitzt Josh im Gefängnis, gegenüber der Zelle von Kates Vater. Josh bleibt nur der Selbstmord.

## Kritik
Beim Portal Rotten Tomatoes fanden 42 Prozent der User den Film positiv, die Durchschnittswertung liegt bei 2,8/5 Punkten, basierend allerdings auf nur wenigen Bewertungen.
Das Lexikon des internationalen Films bezeichnete Neverlost als „ambitionierte[n] Mystery-Thriller, der viele Versprechungen macht, diese aber weder erzählerisch noch inszenatorisch einlösen kann“.